# Коможево
Коможево (пол. Komorzewo, нім. Grützendorf) — село в Польщі, у гміні Чарнкув Чарнковсько-Тшцянецького повіту Великопольського воєводства.
Населення — 309 осіб (2011).
У 1975-1998 роках село належало до Пільського воєводства.

## Демографія
Демографічна структура станом на 31 березня 2011 року:
|          | Загалом | Допрацездатний вік | Працездатний вік | Постпрацездатний вік |
| -------- | ------- | ------------------ | ---------------- | -------------------- |
| Чоловіки | 142     | 31                 | 99               | 12                   |
| Жінки    | 167     | 39                 | 98               | 30                   |
| Разом    | 309     | 70                 | 197              | 42                   |